# Myriophyllum latifolium
Myriophyllum latifolium är en slingeväxtart som beskrevs av F. Müll.. Myriophyllum latifolium ingår i släktet slingor, och familjen slingeväxter. Inga underarter finns listade i Catalogue of Life.